# Filippine ai Giochi della XI Olimpiade
Le Filippine parteciparono ai Giochi della XI Olimpiade, svoltisi a Berlino, Germania, dal 1º al 16 agosto 1936, con una delegazione di 28 atleti impegnati in sei discipline.
| Medaglia | Atleta       | Sport            | Evento             |
| -------- | ------------ | ---------------- | ------------------ |
| Bronzo   | Miguel White | Atletica leggera | 400 metri ostacoli |

## Risultati

### Pallacanestro
| Atleta | Classifica |
| --- | ---------- |
| V · D · M Nazionale filippina - Pallacanestro ai Giochi della XI Olimpiade Aguinaldo · Borck · Cruz · Marquicias · Martínez · Marzán · Obordo · Ouano · Padilla · Ramírez · Yambao · Worrell · All. Dionisio Calvo | 5°         |
| Nazionale filippina - Pallacanestro ai Giochi della XI Olimpiade |            |
| Aguinaldo · Borck · Cruz · Marquicias · Martínez · Marzán · Obordo · Ouano · Padilla · Ramírez · Yambao · Worrell · All. Dionisio Calvo                                                                            |            |